# Передовка (Оренбургская область)
Передовка — деревня в Бугурусланском районе Оренбургской области России, в составе Благодаровского сельсовета.

## География
Деревня расположена на правом берегу реки Большой Кинель, в 7 км к западу от центра сельского поселения села Благодаровка и в 9 км от Бугуруслана.

## Население
| 2010 |
| ---- |
| 80   |

Национальный состав
По данным Всероссийской переписи населения 2010 года:
| № | Национальность | Численность, чел. | Доля |
| - | -------------- | ----------------- | ---- |
| 1 | русские        | 44                | 55 % |
| 2 | чуваши         | 20                | 25 % |
| 3 | евреи          | 4                 | 5 %  |
| 4 | другие         | 12                | 15 % |